# Oddíl kosmonautů Letecko-výzkumného institutu M. M. Gromova

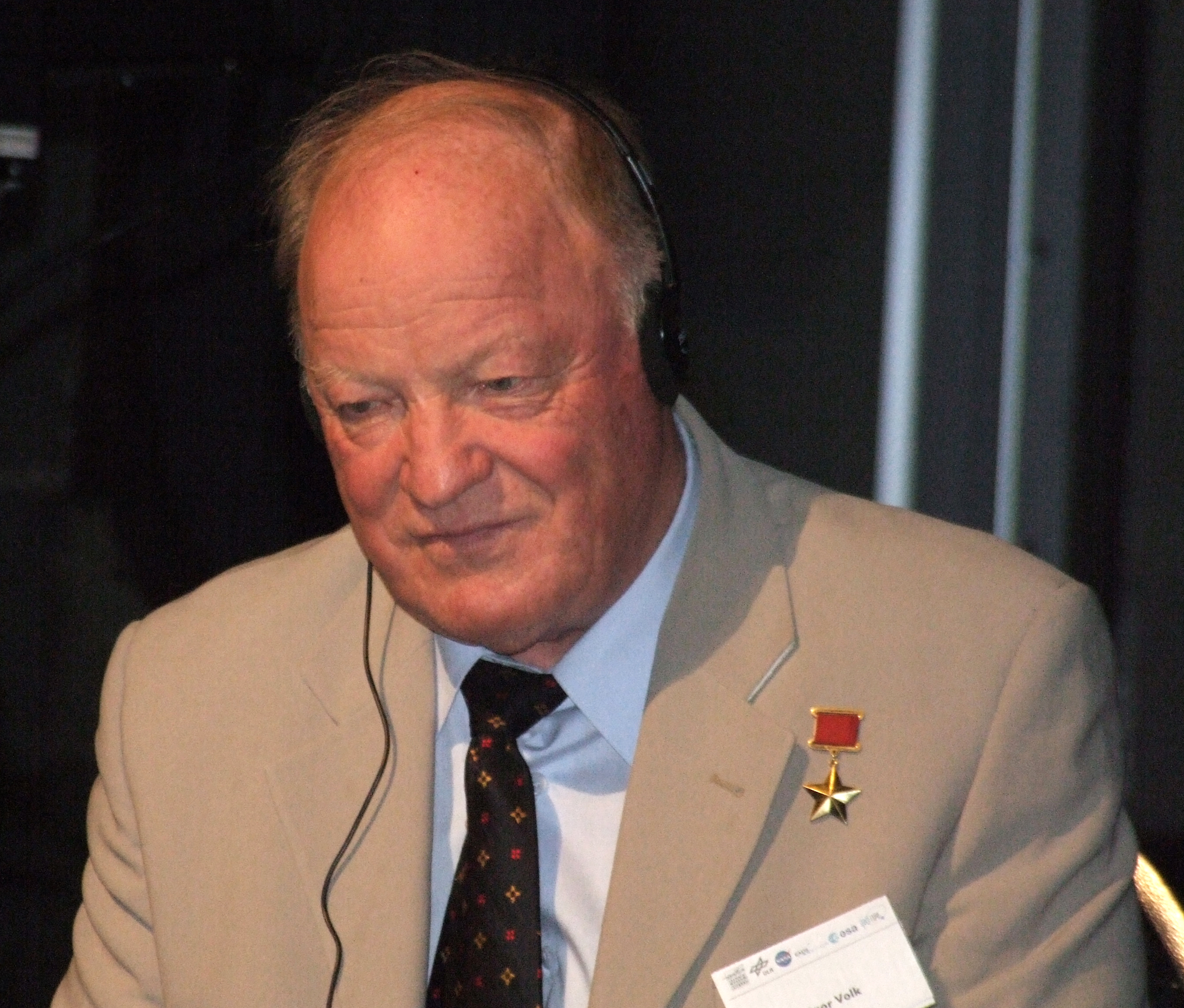
Igor Volk, první velitel oddílu

Skupina a později oddíl kosmonautů Letecko-výzkumného institutu M. M. Gromova, podřízeného ministerstvu leteckého průmyslu existoval v letech 1977 - 2002. Skládal se z elitních zkušebních pilotů institutu. Členové oddílu byli připravováni k pilotování sovětského raketoplánu Buran, vyvíjeného v programu Eněrgija-Buran. Pokračovali však i v práci zkušebních pilotů, což zapříčinilo úmrtí několika z nich. Do vesmíru se dostali pouze Igor Volk a Anatolij Levčenko při získávání zkušeností během krátkodobých letů na lodích Sojuz. Program Eněrgija-Buran byl před zahájením pilotovaných letů zrušen roku 1992. Institut oddíl kosmonautů udržoval ještě deset let, než roku 2002 zanikl.

## Historie

### Vznik skupiny a reorganizace v oddíl kosmonautů
V Letecko-výzkumném institutu M. M. Gromova byla skupina zkušebních letců programu Eněrgija-Buran vytvářena od jara 1977 zprvu z osmi letců. Ale už 22. května 1977 zahynul na následky havárie Viktor Ivanovič Bukrejev a 3. června 1977 ještě Alexandr Ivanovič Lysenko. Proto na základě příkazu náčelníka institutu z 12. července 1977 vznikla pouze šestičlenná skupina letců určených pro přípravu na kosmické lety. Jejími členy byli Igor Petrovič Volk, Oleg Grigorjevič Kononěnko, Anatolij Semjonovič Levčenko, Nikolaj Fjodorovič Sadovnikov, Rimantas Antanas Stankjavičjus a Alexandr Vladimirovič Šukin.
Skupina, nazvaná „Oddíl zkušebních letců č. 1 komplexu A“, začala s výcvikem. Koncem roku 1977 odešel Sadovnikov do OKB Suchoj. Koncem roku 1978 byl Igor Volk jmenován náčelníkem skupiny. Kandidáti získali jak souhlas GMK (Státní lékařské komise, 3. srpna 1978, pouze Stankjavičus až 19. ledna 1979) tak doporučení Státní mezirezortní komise (prosinec 1978) ke kosmonautickému výcviku a příkazem ministra leteckého průmyslu zařazeni do „Čelní skupiny pro přípravu v programu Buran“. Od dubna 1979 zahájili všeobecnou kosmickou přípravu ve Středisku přípravy kosmonautů v Hvězdném městačku. Připravovali se neobvyklou formou opakovaných kratších stáží, aby mohli pokračovat v letech v mateřském institutu. Dne 8. září 1980 zahynul Oleg Kononěnko během zkoušek letadla Jak 38. V prosinci 1980 zbylí čtyři ukončili všeobecnou kosmickou přípravu. 10. srpna 1981 byla dosavadní skupina přejmenována na „Oddíl zkušebních kosmonautů při komplexu „A“ Státního letecko-výzkumného centra“. Velitelem oddílu byl jmenován Igor Volk. 12. dubna 1982 všichni členové oddílu získali kvalifikaci „zkušební kosmonaut“ (космонавт-испытатель).

### 80. léta

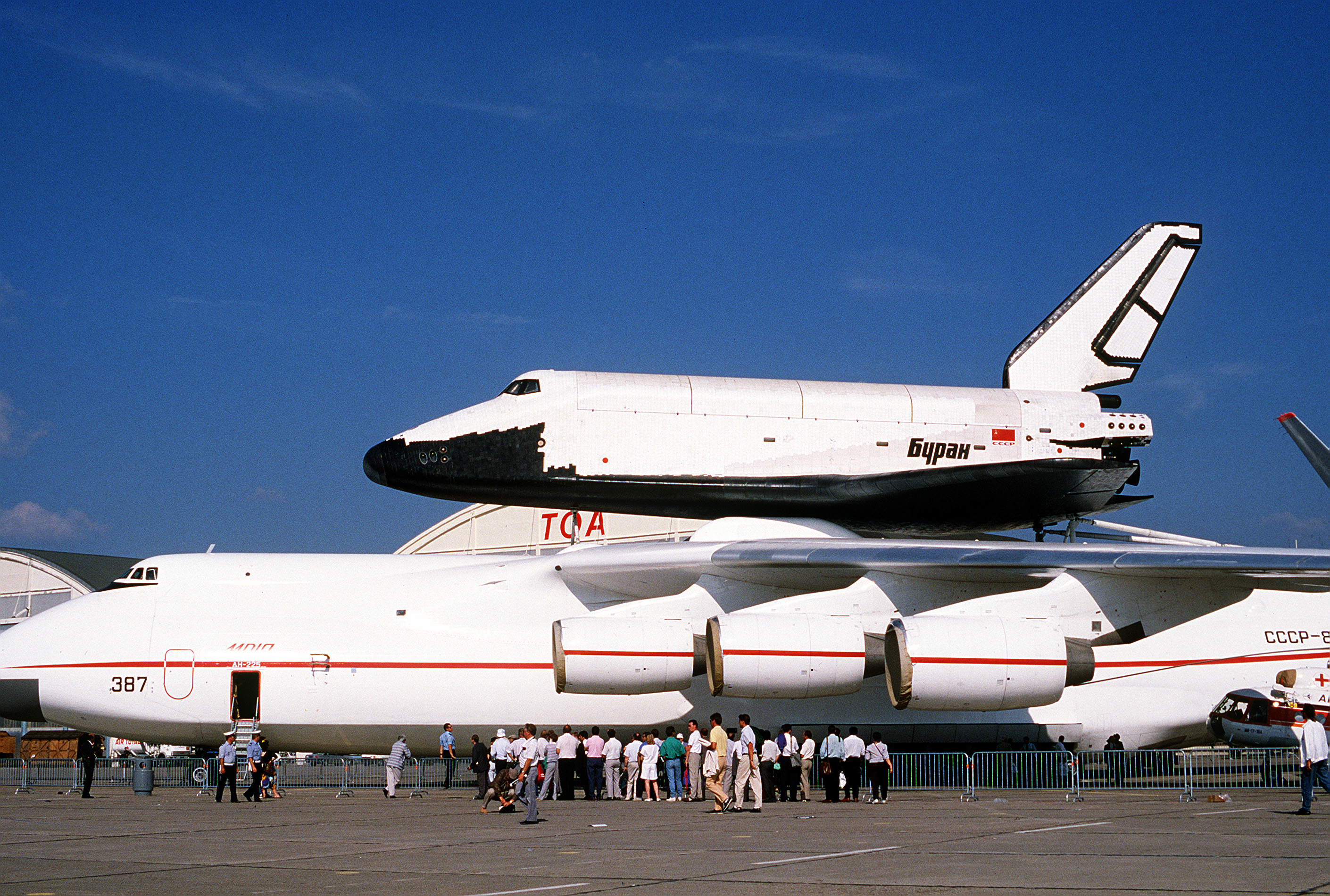
raketoplán Buran na letišti Le Bourget roku 1989

Roku 1982 bylo rozhodnuto o rozšíření oddílu. A tak v letech 1982–1983 byli vybráni další zkušební letci institutu (Viktor Vasiljevič Zabolotskij, Ural Nazibovič Sultanov, Magomed Omarovič Tolbojev, Sergej Nikolajevič Tresvjatskij) a Jurij Petrovič Šeffer z OKB Tupolev. Do oddílu byli zařazeni 25. dubna 1983 (Sultanov a Tolbojev), 12. června 1986 (Zabolotskij) a 2. ledna 1986 (Tresvjatskij a Šeffer). Všeobecnou kosmickou přípravu absolvovali společně od 13. listopadu 1985 do 22. května 1987, kvalifikaci zkušební kosmonaut získali 5. června 1987.
Aby při prvních letech Buranu byli v posádce kosmonauti ze zkušenostmi z vesmírného letu, absolvoval Igor Volk v červenci 1984 krátkodobý let lodí Sojuz T-12 na stanici Saljut 7 (v přípravě byl v září 1982 – květnu 1983 a od prosince 1983, s náhradníky Levčenkem a Stankjavičusem). Pro první let raketoplánem byly institutem určeny posádky 
Volk, Stankjavičus (hlavní) a Levčenko, Ščukin (náhradní). Tytéž posádky prováděly testování analogu raketoplánu při letech v atmosféře.
V únoru 1987 proběhla v LII Gromova reorganizace. Byl založen Odvětvový komplex přípravy zkušebních kosmonautů (OKPKI), jako centrum přípravy kosmonautů rezortu ministerstva leteckého průmyslu. Oddíl kosmonautů se stal součástí OKPKI vedle oddílu lékařského, inženýrského a videozáznamů. Od března 1987 zahájili přípravu v Hvězdném městečku na let Sojuzem Levčenko a Ščukin. Let lodí Sojuz TM-4 na Mir podnikl v prosinci 1987 Levčenko.
Roku 1988 byl k doplnění oddílu vybrán ještě Jurij Prichoďko. 22. března 1989 byl včleněn do oddílu. Absolvoval všeobecnou kosmickou přípravu a roku 1990 získal kvalifikaci zkušební kosmonaut.
V srpnu 1988 během několika dní Anatolij Levčenko a Alexandr Ščukin zemřeli. Byly jmenovány nové posádky – Volk, Toboljev a Stankjavičus, Zabolotskij.
V listopadu 1988 proběhl úspěšný bezpilotní let raketoplánu Buran.
V únoru 1989 byli jmenováni do posádek na další let Sojuzem Stankjavičus a Zabolotskij, v září 1989 byla příprava dočasně přerušena a nikdy nebyla obnovena. V září 1990 se zabil při letecké havárii Stankjavičus, do náhradní posádky byl přiřazen Sultanov.

### Zrušení programu a zánik oddílu
Starty Buranu byly stále odsouvány, až roku 1992 bylo rozhodnuto o zastavení prací na Buranu a v příštím roce i na raketě Eněrgija. Vedení ústavu a zejména Igor Volk stále doufali v obnovení programu a přes výzvy vlády k ukončení činnosti udržovali ztenčující se oddíl kosmonautů až do začátku roku 2002. V únoru 2002 odešel z institutu Volk, v březnu Sultanov. Z kosmonautů tak v institutu zůstal pouze Tresvjatskij, sice dále procházel každoroční lékařskou prohlídkou, nutnou k udržení statusu kosmonauta, ale naději na kosmický let neměl. V červenci 2004 nakonec odešel z institutu na místo generálního ředitele Samarského vědeckotechnického komplexu N. D. Kuzněcova.

### Velitelé oddílu
- Igor Volk konec 1978 – únor 1987
- Rimantas Stankjavičus únor 1987 – září 1988
- Viktor Zabolotskij září 1988 – konec 1996

## Přehled kosmonautů oddílu
| Jméno                           | Narození/úmrtí                       | Ve skupině/oddílu od | Lety                                                                                     | V oddílu do       |
| ------------------------------- | ------------------------------------ | -------------------- | ---------------------------------------------------------------------------------------- | ----------------- |
| Igor Petrovič Volk              | 12. dubna 1937 3. ledna 2017         | 12. července 1977    | Sojuz T-12/Mir/Sojuz T-11, 1984 11 dní, 19 hodin a 15 minut                              | 26. února 2002    |
| Oleg Grigorjevič Kononěnko      | 6. srpna 1938 8. září 1980           | 12. července 1977    |                                                                                          | 8. září 1980      |
| Anatolij Semjonovič Levčenko    | 21. května 1941 6. srpna 1988        | 12. července 1977    | 2. návštěvní expedice (Mir) (Sojuz TM-4/Mir/Sojuz TM-3), 1987 7 dní, 21 hodin a 58 minut | 6. srpna 1988     |
| Nikolaj Fjodorovič Sadovnikov   | 25. října 1946                       | 12. července 1977    |                                                                                          | konec 1977        |
| Rimantas Antanas Stankjavičjus  | 26. července 1944 9. září 1990       | 12. července 1977    |                                                                                          | 9. září 1990      |
| Alexandr Vladimirovič Ščukin    | 19. ledna 1946 18. srpna 1988        | 12. července 1977    |                                                                                          | 18. srpna 1988    |
| Ural Nazibovič Sultanov         | 18. listopadu 1948                   | 25. dubna 1983       |                                                                                          | 22. března 2002   |
| Magomed Omarovič Tolbojev       | 20. ledna 1951                       | 25. dubna 1983       |                                                                                          | 12. ledna 1994    |
| Viktor Vasiljevič Zabolotskij   | 19. dubna 1946                       | 12. června 1984      |                                                                                          | konec 1996        |
| Sergej Nikolajevič Tresvjatskij | 6. května 1954                       | 2. ledna 1986        |                                                                                          | červenec 2004     |
| Jurij Petrovič Šeffer           | 30. června 1947 5. června 2001       | 2. ledna 1986        |                                                                                          | začátek roku 2001 |
| Jurij Viktorovič Prichoďko      | 15. listopadu 1953 25. července 2001 | 22. března 1989      |                                                                                          | 27. dubna 1994    |